# Wyższa Szkoła Muzyki i Teatru w Hamburgu
Wyższa Szkoła Muzyki i Teatru w Hamburgu (niem. Hochschule für Musik und Theater Hamburg) – publiczna uczelnia artystyczna z siedzibą w Hamburgu.
Została założona w 1950 jako Staatliche Hochschule für Musik (Państwowa Wyższa Szkoła Muzyczna), na bazie istniejącej już niepublicznej szkoły aktorskiej. Siedzibą uczelni jest zabytkowy pałac Budge nad jeziorem Außenalster w dzielnicy Rotherbaum.
Uczelnia kształci w kierunkach muzycznych (muzyka kościelna, jazz, muzyka popularna, kompozycja, dyrygentura) oraz teatralnych (aktorstwo, opera, reżyseria).